# Donzenac
Donzenac (Domzenac en occitan) est une commune française située dans le département de la Corrèze en région Nouvelle-Aquitaine.
Ses habitants sont appelés les Donzenacois et les Donzenacoises ou Gamadous.
La commune de Donzenac est labellisée Village étape depuis 1998.

## Géographie
Commune de l'aire d'attraction de Brive-la-Gaillarde située dans le Massif central sur la route nationale 20 à 10 km au nord de Brive-la-Gaillarde
Elle est accrochée à flanc de coteau pour la ville haute, perchée sur un piton dominant le Maumont, issu de la confluence du Maumont Blanc et du Maumont Noir. Autre affluent du Maumont, le Clan arrose la partie ouest du territoire communal.
Le quartier du château, Donzenac, gros bourg autrefois fortifié, garde encore son aspect médiéval avec ses hauts murs, ruelles étroites et tortueuses qui reviennent toutes au quartier de l'Église.
Le village de Travassac situé à trois kilomètres en surplomb du bourg est un des plus importants hameaux de la commune. Il s'agit d'un village typique autrefois habité par des ardoisiers qui travaillaient à la carrière.
Ce hameau abrite d'anciennes carrières d'ardoise à ciel ouvert exploitées à la verticale ; ce site unique en Europe est aujourd'hui ouvert au public.

### Communes limitrophes
Les communes limitrophes sont Allassac, Sadroc, Sainte-Féréole, Saint-Viance et Ussac.
| Allassac     | Sadroc   |                |
| Saint-Viance | Donzenac | Sainte-Féréole |
|              | Ussac    |                |

### Climat
Pour des articles plus généraux, voir Climat de la Nouvelle-Aquitaine et Climat de la Corrèze.
Historiquement, la commune est exposée à un climat océanique aquitain.  
En 2020, Météo-France publie une typologie des climats de la France métropolitaine dans laquelle la commune est dans une zone de transition entre le climat océanique altéré et le climat de montagne et est dans la région climatique  Ouest et nord-ouest du Massif Central, caractérisée par une pluviométrie annuelle de 900 à 1 500 mm, maximale en automne et en hiver.
Pour la période 1971-2000, la température annuelle moyenne est de 12,5 °C, avec  une amplitude thermique annuelle de 15,4 °C. Le cumul annuel moyen de précipitations est de 1 087 mm, avec 12,1 jours de précipitations en janvier et 7,3 jours en juillet. Pour la période 1991-2020, la température moyenne annuelle observée sur la station météorologique la plus proche, située sur la commune de Brive-la-Gaillarde à 8 km à vol d'oiseau, est de 12,9 °C et le cumul annuel moyen de précipitations est de 903,9 mm,. Pour l'avenir, les paramètres climatiques de la commune estimés pour 2050 selon différents scénarios d’émission de gaz à effet de serre sont consultables sur un site dédié publié par Météo-France en novembre 2022.

## Urbanisme

### Typologie
Au 1er janvier 2024, Donzenac est catégorisée commune rurale à habitat dispersé, selon la nouvelle grille communale de densité à 7 niveaux définie par l'Insee en 2022.
Elle appartient à l'unité urbaine de Donzenac, une unité urbaine monocommunale constituant une ville isolée,. Par ailleurs la commune fait partie de l'aire d'attraction de Brive-la-Gaillarde, dont elle est une commune de la couronne,. Cette aire, qui regroupe 80 communes, est catégorisée dans les aires de 50 000 à moins de 200 000 habitants,.

### Occupation des sols
L'occupation des sols de la commune, telle qu'elle ressort de la base de données européenne d’occupation biophysique des sols Corine Land Cover (CLC), est marquée par l'importance des territoires agricoles (58,2 % en 2018), en diminution par rapport à 1990 (64,8 %). La répartition détaillée en 2018 est la suivante : 
forêts (31,1 %), zones agricoles hétérogènes (29,3 %), prairies (29 %), zones urbanisées (8 %), zones industrielles ou commerciales et réseaux de communication (2,6 %).
L'évolution de l’occupation des sols de la commune et de ses infrastructures peut être observée sur les différentes représentations cartographiques du territoire : la carte de Cassini (XVIIIe siècle), la carte d'état-major (1820-1866) et les cartes ou photos aériennes de l'IGN pour la période actuelle (1950 à aujourd'hui).

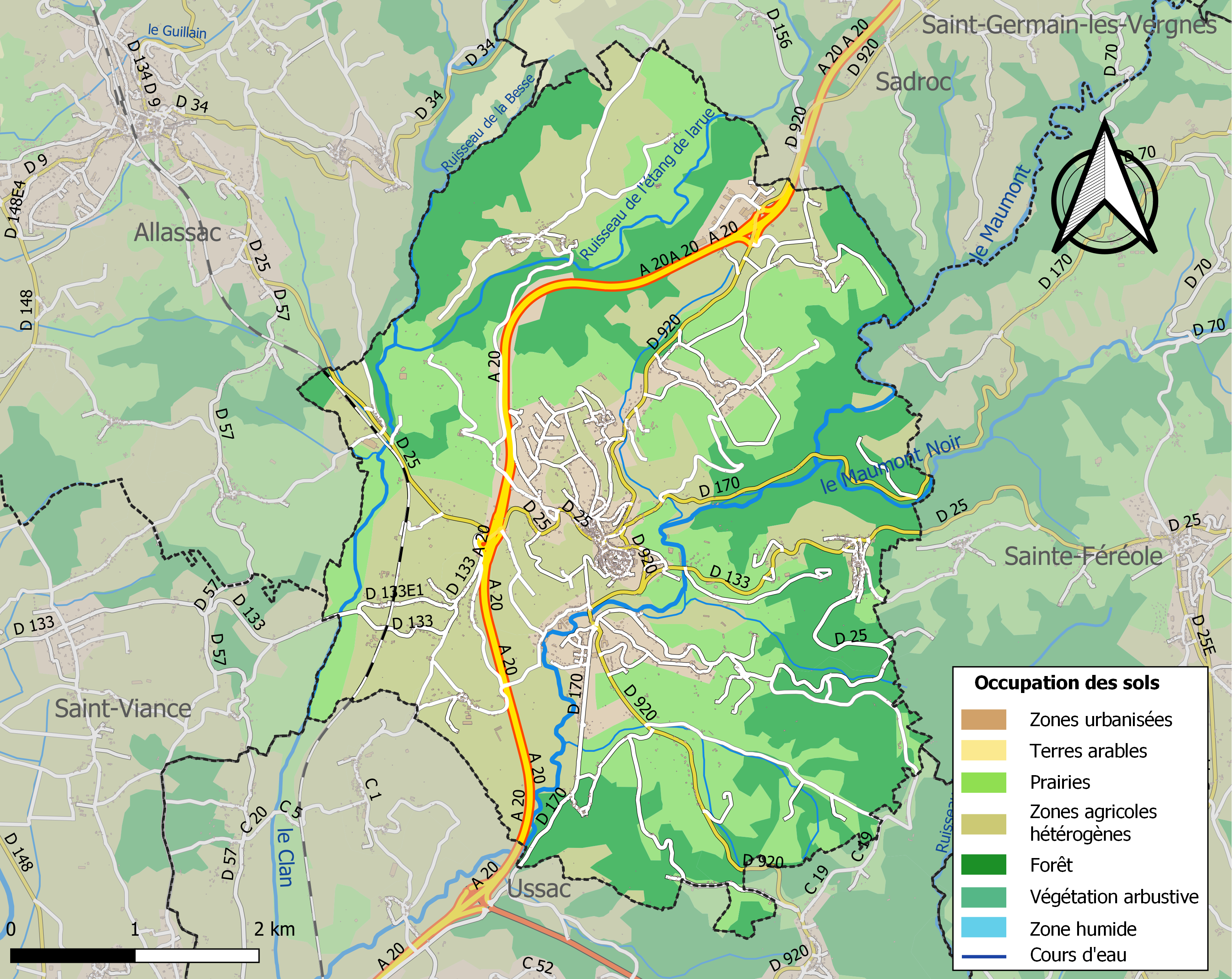
Carte des infrastructures et de l'occupation des sols de la commune en 2018 (CLC).

### Transport routier
- Réseau Réseau interurbain de la Corrèze

### Risques majeurs
Le territoire de la commune de Donzenac est vulnérable à différents aléas naturels : météorologiques (tempête, orage, neige, grand froid, canicule ou sécheresse), inondations, feux de forêts, mouvements de terrains et séisme (sismicité très faible). Il est également exposé à un risque technologique,  le transport de matières dangereuses, et à un risque particulier : le risque de radon. Un site publié par le BRGM permet d'évaluer simplement et rapidement les risques d'un bien localisé soit par son adresse soit par le numéro de sa parcelle.

#### Risques naturels
Certaines parties du territoire communal sont susceptibles d’être affectées par le risque d’inondation par débordement de cours d'eau, notamment le Maumont, le Maumont Noir et le Clan. La commune a été reconnue en état de catastrophe naturelle au titre des dommages causés par les inondations et coulées de boue survenues en 1982, 1983, 1999, 2001, 2016 et 2018,. Le risque inondation est pris en compte dans l'aménagement du territoire de la commune par le biais du plan de prévention des risques (PPR) inondation « Vézère », approuvé le 29 août 2002. 

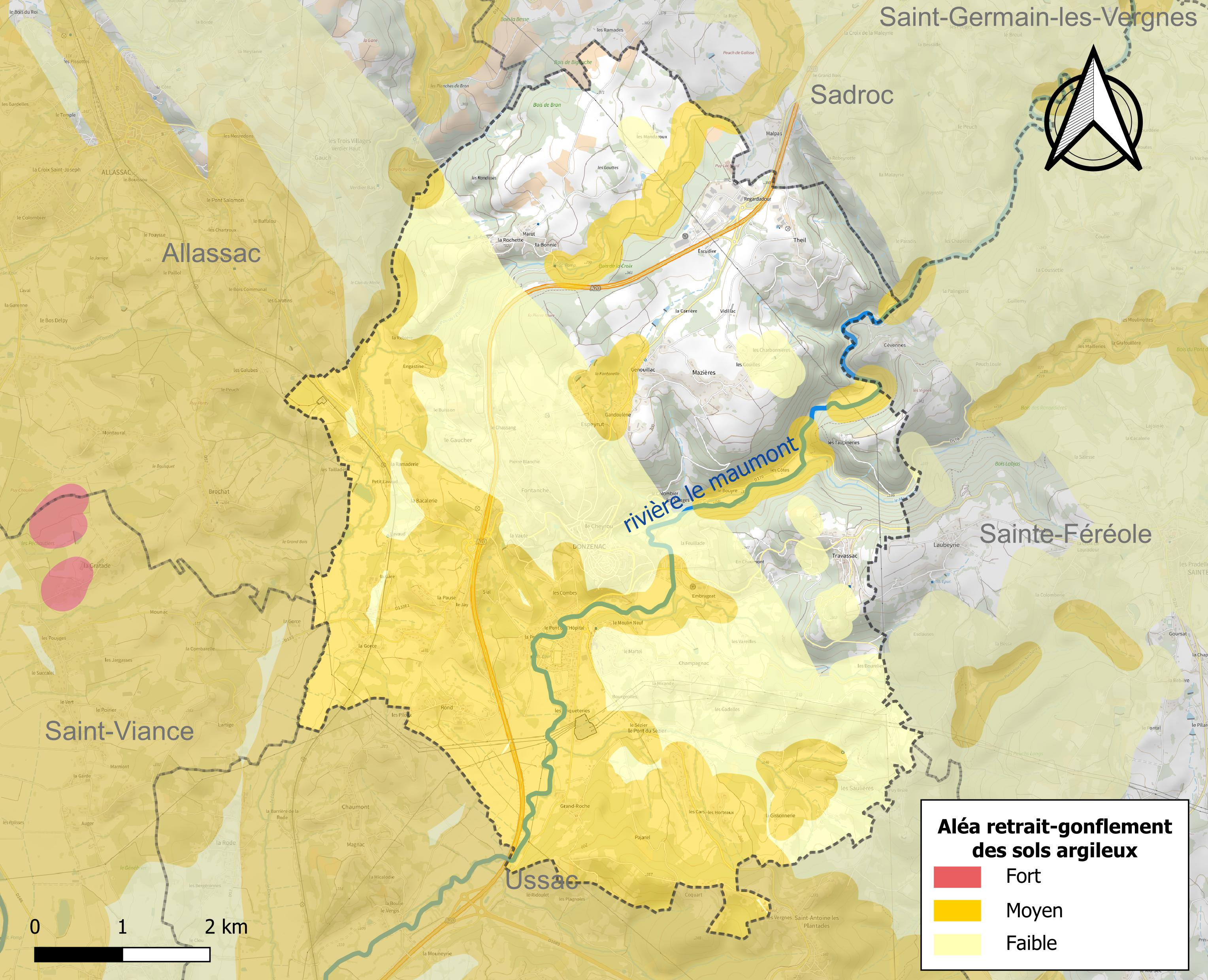
Carte des zones d'aléa retrait-gonflement des sols argileux de Donzenac.

La commune est vulnérable au risque de mouvements de terrains constitué principalement du retrait-gonflement des sols argileux. Cet aléa est susceptible d'engendrer des dommages importants aux bâtiments en cas d’alternance de périodes de sécheresse et de pluie. 40,1 % de la superficie communale est en aléa moyen ou fort (26,8 % au niveau départemental et 48,5 % au niveau national). Sur les 1 312 bâtiments dénombrés sur la commune en 2019,  364 sont en aléa moyen ou fort, soit 28 %, à comparer aux 36 % au niveau départemental et 54 % au niveau national. Une cartographie de l'exposition du territoire national au retrait gonflement des sols argileux est disponible sur le site du BRGM,.
Par ailleurs, afin de mieux appréhender le risque d’affaissement de terrain, l'inventaire national des cavités souterraines permet de localiser celles situées sur la commune. 
Concernant les feux de forêt, aucun plan de prévention des risques incendie de forêt (PPRIF) n’a été établi en Corrèze, néanmoins le code de l’urbanisme impose la prise en compte des risques dans les documents d’urbanisme. Le périmètre des servitudes d'utilité publique et des zones d'obligation légale de débroussaillement pour les particuliers est quant à lui défini pour la commune dans une carte dédiée. 
Concernant les mouvements de terrains, la commune a été reconnue en état de catastrophe naturelle au titre des dommages causés par la sécheresse en 2018, 2019 et 2020 et par des mouvements de terrain en 1999.

#### Risques technologiques
Le risque de transport de matières dangereuses sur la commune est lié à sa traversée par une route à fort trafic, une ligne de chemin de fer et une canalisation de transport d'hydrocarbures. Un accident se produisant sur de telles infrastructures est susceptible d’avoir des effets graves sur les biens, les personnes ou l'environnement, selon la nature du matériau transporté. Des dispositions d’urbanisme peuvent être préconisées en conséquence. 

#### Risque particulier
Dans plusieurs parties du territoire national, le radon, accumulé dans certains logements ou autres locaux, peut constituer une source significative d’exposition de la population aux rayonnements ionisants. Certaines communes du département sont concernées par le risque radon à un niveau plus ou moins élevé. Selon la classification de 2018, la commune de Donzenac est classée en zone 3, à savoir zone à potentiel radon significatif. 

## Histoire

### Préhistoire
- - Paléolithique : 
    - Du paléolithique à Donzenac, il n'y a qu'un témoignage: un biface moustérien trouvé au lieu-dit la Toupinerie[25].

  - Néolithique : 
    - Les Pierres Noires  : il s'agit surtout de pierres de gneiss plus ou moins plates alignées verticalement qui semblent très difficiles à dater. Par ailleurs ces mêmes pierres posées à plat sur deux autres ne sont peut-être que l'effet de l'affleurement géologique. Cependant on a trouvé sur ce site une hachette en silex noir et un nucléus en silex dans un épierrement situé entre deux blocs verticaux de gneiss dont l'origine n'est pas connue.
    - La Bacalérie : on a trouvé des éclats de silex visiblement taillés au lieu-dit la Bacalérie. Un témoignage manuscrit du début du XXe siècle[26] fait état de l'existence possible de sépultures pré-chrétiennes  au même endroit.
    - Les Combes : une hachette polie y a été trouvée dans les années 1960 qui pourrait provenir de Bretagne. Il y subsiste de très nombreux indices de fonderie de minéraux ferreux.
    - Grand-Roche : on ne peut fournir de date pour le creusement par l'homme des excavations dans la falaise de grès haute de 10 à 15 m ; elles ont pu être creusées plus récemment, à l'époque historique. Néanmoins, lors de la réfection de la route entre ces grottes et le Maumont, en 2011, on a trouvé une pierre à aiguiser, taillée peut-être elle aussi à l'époque historique, dans une roche qui pourrait provenir des Pierres Noires distantes de 4 km. Ces grottes sont assez bien placées pour être candidates à la liste des sites néolithiques.
    - La Rochette : une quartzite probablement aménagée, très patinée, a été trouvée près du pont médiéval de La Rochette.
    - La Bonnie, en Gutagne, etc. éclats de silex allogènes.

### Moyen Âge

#### Seigneurie épiscopale
Il est possible que le site de Donzenac apparaisse dans le chartrier de Charroux en 783. En 924, le village est cité comme une villa dépendant de la vicairie d'Uzerche (in vicariâ Usercense, in villà de Donzenac dans le livre de J.-B. Champeval Cartulaire des abbayes de Tulle et de Rocamadour, 1903). On trouve le nom de Donzenaco en 930, Donsenacho en 1109. En 1183, Geoffroy, prieur de l'abbaye de Vigeois, raconte qu'une dame Garsinde fait don à l'abbaye d'Uzerche fait don du temps du roi Robert, vers l'an 1000, d'une borderie sise sur le territoire d'Yssandon, près l'église de Donzenac. Donzenac était une seigneurie épiscopale, mais l'évêque de Limoges déléguait ses pouvoirs aux seigneurs locaux. Les Malemort rendaient hommage aux évêques et se qualifiaient de barons de Donzenac. Entre 1275 et 1294, l'évêque de Limoges était Gilbert de Malemort, issu de cette famille. La famille de Malemort était liée par mariages avec les familles des seigneuries environnantes, les vicomtes de Comborn et de Turenne. Par le mariage de Galienne de Malemort avec Ebles de Ventadour cette famille devient la famille dominante à Donzenac.
Donzenac est pillée vers 1350, par les Anglais (en fait par un nommé Bacon, probablement Anglais mais au service de Jeanne de Penthievre, alliée au roi de France ; il s'agit d'un épisode collatéral de la guerre de succession de Bretagne qui commença la guerre de Cent Ans). Le futur pape Innocent VI intervint en 1351 en recommandant Donzenac au roi de France car son neveu, le cardinal Pierre de Selve dit de Monteruc, appartenait à une famille originaire de la ville. Géraud de Ventadour obtint en 1354 des faveurs royales pour aider la restauration de Donzenac. Ces faveurs culminèrent avec l'ordonnance de Charles V, en avril 1372.

#### Les Hospitaliers
Les lieux-dits le Clou et En Chaumont en direction de Travassac sont d'anciennes possessions des Hospitaliers de l'ordre de Saint-Jean de Jérusalem qui faisaient partie de l'Hôpital Saint-Jean de Donzenac, membre du prieuré hospitalier de Bourganeuf y compris une place et quelques vieilles masures au cœur du bourg médiéval de Donzenac. L'ensemble de ces possessions étaient déjà à l'abandon au commencement du XVIIe siècle.

#### Charte de Franchise
Lettres patentes de Charles V le Sage datées de Pâque 1372 confirmant comme duc de Guyenne les privilèges de la ville et des habitants de Donzenac
"Charles, par la grâce de Dieu, roy de France. Faisons savoir à tous presens et avenir, que Nous considérons que nôtre amé et feal Cirart de Ventadour, chevalier, sire de Donzenac en Nous recongnaissant son souverain et droiturier seigneur, et qu'à Nous appartiennent les droits de souveraineté et ressort du duché de Guyenne, a mis sa ville de Donzenac, et ses autres lieux et sujets quelconques en nostre obéissance, et Nous a promis et juré à servir de lui et de ses sujets contre tout homme qui peut vivre et mourir. En faveur de ce et de ses autres bons et agreables services qu'il Nous a fais et esperons qu'il Nous fasse, tous les privilèges, liberté, franchise qui par nos predecesseurs roi de France, ducs de Guienne, ou autres seigneurs quelconques, ont esté pour le temps passé donnés et octroyés; et dont il pourra justement apparoitre audit Sire de Donzenac, à ses dits sujets, et à leurs predecesseurs, et dont ils ont communement usé de nostre pleine puissance et autorité royal, certaine science et grace especial, louons, agréons, ratifions, approuvons, et par la teneur de ces presentes confirmons; et voulons et leur octroyons, que en faisant foy et montrent leurs dits privileges, ils soient insérés et ecrits de mot à mot, et conservés par nos autres Lettres, se mestier leur est, toutes fois qu'ils Nous en requereront. Si donnons en Mandement au sénéchal de Limousin, et à tous nos autres Justiciers et Offiviers, present et avenir, et à chacun d'eulx ou à leurs Lieutenans, que ledit Sire de Donzenac et ses dis subgiez, et chascun d'eulx, laissant jouîr et user paisiblement de leurs dits privileges, libertez et franchises dont ilz ont d'ancien temps usé, comme dit est, et desquelx il apparra, sanz les empescher, ne souffrir est re empeshchez, ne molestez en aucune maniere au contraire. Et que ce soit ferme chose et estable à toujours, Nous avons fait mettre nostre scel à ces presentes. Sauf en autres choses nostres droit, et l'autrui en toutes. Donné à Paris, l'an de grâce mil trois cens soixante et douze, et de nostre règne le IX ou mois d'Avril, après Pasques."

### Seigneurie jusqu'à la Révolution
Géraud de Ventadour vend la seigneurie à Jean de Berry en 1389. C'est à ce moment que la ville atteignit son expansion maximale. Puis, Jeanne de Boulogne, veuve de Jean de Berry, transféra Donzenac à sa fille Louise née de son mariage avec Georges de la Trémoille. Louise se maria avec Bertrand VI de La Tour d'Auvergne, comte d'Auvergne. La seigneurie fut donnée à Catherine de Médicis par sa tante Anne de la Tour. Elle conserva la ville jusqu'en 1572 quand elle revendit la seigneurie à Gilbert de Lévis de Ventadour. Geoffroy de Vivans fit piller (il le fit lui-même car il n'avait pas l'habitude de déléguer ce genre de chose) la ville le 9 juillet 1577. En 1694, Anne-Geneviève de Lévis, fille du duc de Ventadour, se maria avec Hercule-Mériadec de Rohan-Soubise, prince de Rohan et de Soubise, transmettant la seigneurie de la ville. Donzenac resta dans cette famille jusqu'à la Révolution.
Le roi Louis XI s'arrêta à Donzenac le 28 juin 1463.

### Après la Révolution
La ville traverse la Révolution sans évènement important. Quand le 4 juillet 1790 eut lieu à Tulle la fête de la fédération des Gardes nationales du département, Donzenac ne figure pas dans le procès-verbal.

### Seconde Guerre mondiale
Lors de la Seconde Guerre mondiale, Donzenac a un maquis comprenant 70 résistants. Dénoncés le 14 novembre 1943, ceux-ci sont cernés dans le village par 200 Allemands qui incendient les maisons. Dix-huit résistants sont assassinés. Ils sont inhumés dans le cimetière. Leurs obsèques sont suivies par 2 000 personnes. Les troupes allemandes y perdent 80 hommes.
Le 11 juin 1944, un commando de la Gestapo se livre au pillage de Donzenac. Un garçon de treize ans est torturé et tué.

## Politique et administration

### Liste des maires
| Période                                  | Période                   | Identité                      | Étiquette                    | Qualité                                                                    |
| ---------------------------------------- | ------------------------- | ----------------------------- | ---------------------------- | -------------------------------------------------------------------------- |
| Les données manquantes sont à compléter. |                           |                               |                              |                                                                            |
| 29 avril 1816                            | 5 avril 1823              | Pierre Freignac               |                              |                                                                            |
| 5 mars 1854                              | 5 mars 1854               | Louis Armand                  |                              |                                                                            |
| 22 décembre 1862                         | 22 décembre 1862          | Joachim Juge                  |                              |                                                                            |
| 31 octobre 1864                          | 15 septembre 1870         | Joachim Juge                  |                              |                                                                            |
| 19 septembre 1870                        | 3 janvier 1871            | Jean Baptiste Théodore Chicou |                              |                                                                            |
| 17 décembre 1875                         | 17 décembre 1875          | Théodore Chicou               |                              |                                                                            |
| 18 décembre 1898                         | 18 décembre 1898          | Jean Pradalet                 |                              |                                                                            |
| 29 août 1904                             | 29 août 1904              | Eugène Bussiere               |                              |                                                                            |
| 7 juin 1911                              | 07 juin 1911              | Pierre Pradalet               |                              |                                                                            |
| 9 septembre 1932                         | 9 septembre 1932          | Auguste Morand                |                              |                                                                            |
| Les données manquantes sont à compléter. |                           |                               |                              |                                                                            |
| avant 1981                               | ?                         | Armand Migot                  |                              |                                                                            |
| mars 1983                                | juin 1995                 | Charles Morand                | RPR                          | Directeur de MSA retraité Conseiller général de Donzenac (1992 → 1998)     |
| juin 1995                                | En cours (au 18 mai 2020) | Yves Laporte                  | UMP puis LR puis MR puis PRV | Inspecteur du cadastre retraité Vice-président de la CA du Bassin de Brive |

### Politique de développement durable
La commune a engagé une politique de développement durable en lançant une démarche d'Agenda 21.

## Démographie
| 1793  | 1800  | 1806  | 1821  | 1831  | 1836  | 1841  | 1846  | 1851  |
| ----- | ----- | ----- | ----- | ----- | ----- | ----- | ----- | ----- |
| 2 369 | 2 013 | 2 255 | 2 507 | 3 219 | 3 320 | 3 253 | 3 426 | 3 409 |

| 1856  | 1861  | 1866  | 1872  | 1876  | 1881  | 1886  | 1891  | 1896  |
| ----- | ----- | ----- | ----- | ----- | ----- | ----- | ----- | ----- |
| 3 358 | 3 360 | 3 354 | 3 169 | 3 246 | 3 183 | 3 120 | 3 340 | 3 090 |

| 1901  | 1906  | 1911  | 1921  | 1926  | 1931  | 1936  | 1946  | 1954  |
| ----- | ----- | ----- | ----- | ----- | ----- | ----- | ----- | ----- |
| 2 948 | 2 896 | 2 943 | 2 511 | 2 530 | 2 509 | 2 503 | 2 223 | 2 069 |

| 1962  | 1968  | 1975  | 1982  | 1990  | 1999  | 2005  | 2006  | 2010  |
| ----- | ----- | ----- | ----- | ----- | ----- | ----- | ----- | ----- |
| 2 059 | 1 884 | 1 795 | 1 908 | 2 050 | 2 147 | 2 310 | 2 359 | 2 545 |

| 2015  | 2020  | 2022  | - | - | - | - | - | - |
| ----- | ----- | ----- | - | - | - | - | - | - |
| 2 638 | 2 691 | 2 714 | - | - | - | - | - | - |

## Associations
Arts et culture :
- ADAGE (Asso. de designers, artistes graphiques, écrivains…)
- APAC (Ateliers de pratiques artistiques et culturelles)
- Les Amis des 3A
- Les Amis Travassacois
- Avenir de Donzenac (musique)
- Bibliothèque
- Le Cantou (Club des Aînés)
- Club Informatique
- Comité des Fêtes
- Comité de Jumelage
- Familles Rurales
- Protection des Saulières
- Troubadours Gamadous (théâtre)

Sport :
- Les Ardoisiennes (GRS)
- La Boule d'Or Donzenac (pétanque)
- Cochonnet Gamadou (pétanque)
- DONZENAC OXYGENE (Course Nature & VTT)
- École de football
- Judo Club Donzenac
- Santé Vitalité
- Société de Chasse
- Tennis Club de Donzenac
- USD (football)
- Yoseikan Budo (art martial)
- Marche Nordique en Corrèze
- Pilates

Vie locale :
- Amicale des Sapeurs Pompiers
- Anciens résistants de Donzenac
- Association des Anciens Combattants et Prisonniers de Guerre
- Association pour l’Animation du village d’Espeyrut
- Association Intercommunale des Donneurs de Sang Bénévoles
- Associations Professionnelles Comice Cantonal
- FNACA (Anciens d’Algérie)
- Office de Tourisme
- La Paroisse
- Vivre à Donzenac

## Patrimoine oral
Accès aux enregistrements réalisés sur la commune sur le site des archives de L'IEO Lemosin

## Lieux et monuments
- L'église Saint-Martin entourée de quelques maisons anciennes, conserve un clocher-tour du XIVe siècle[36]. Le clocher a été classé au titre des monuments historiques en 1932[36].
- La chapelle des Pénitents de Donzenac, inscrite en 1967 au titre des Monuments historiques[37].
- Immeuble sur la place du Marché, inscrit en 1967 au titre des Monuments historiques[38].
- La maison du XIIIe siècle, rue du Puy-Broc, inscrite en 1967 au titre des Monuments historiques[39].
- Les pans de Travassac situés au hameau de Travassac, ancien site minier désormais ouvert au public en visite guidée et devenu l'un des sites touristique privés majeurs du département de la Corrèze. L'exploitation de sept filons d'ardoises pendant trois siècles a formé des falaises abruptes parallèles de roches inexploitables (à trop forte teneur en quartz) de 50 à 150 mètres de profondeur[40]. Les « Ardoisières de Corrèze » est en 2020 l'un des deux derniers sites ardoisiers encore en activité en France, avec celui de Labassère, dans les Hautes-Pyrénées[40]. D'une qualité remarquable avec seulement 2 % de porosité, ces ardoises de Corrèze ont notamment été choisies pour la rénovation de l'abbaye du Mont-Saint-Michel[40].
- Le monument aux morts, situé sur la place de la Mairie. Il est surmonté de la statue La Victoire en chantant, réalisée par Charles Édouard Richefeu.
- Deux croix de mission : une sur la départementale 25 en face de l'aire de covoiturage de Donzenac ouest et l'autre sur la place du tilleul. Pour le moment, rien ne permet de dire si elles ont été installées à l'époque de Charles X, période où elles ont été multipliées.

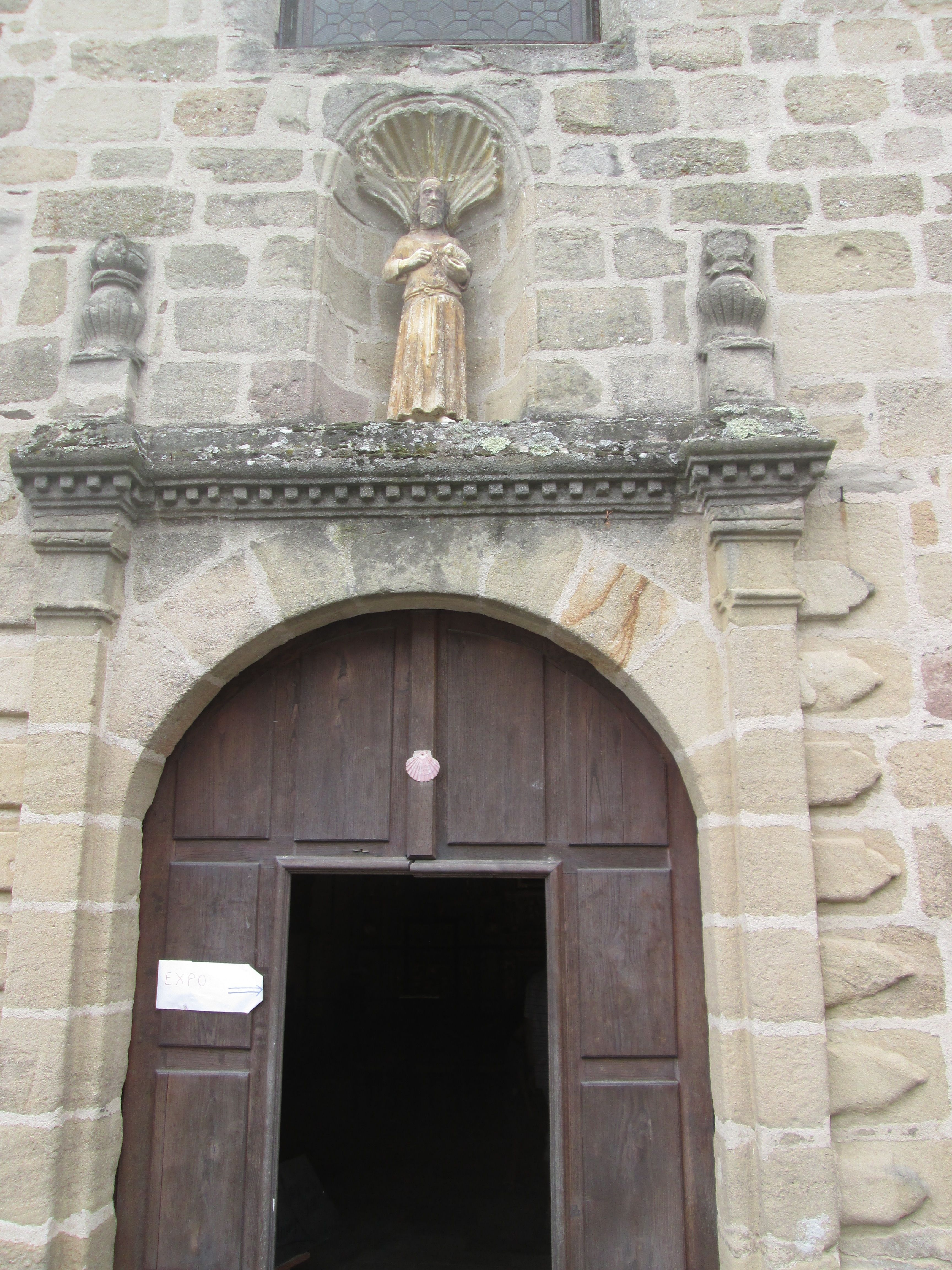
Entrée de la chapelle des Pénitents.
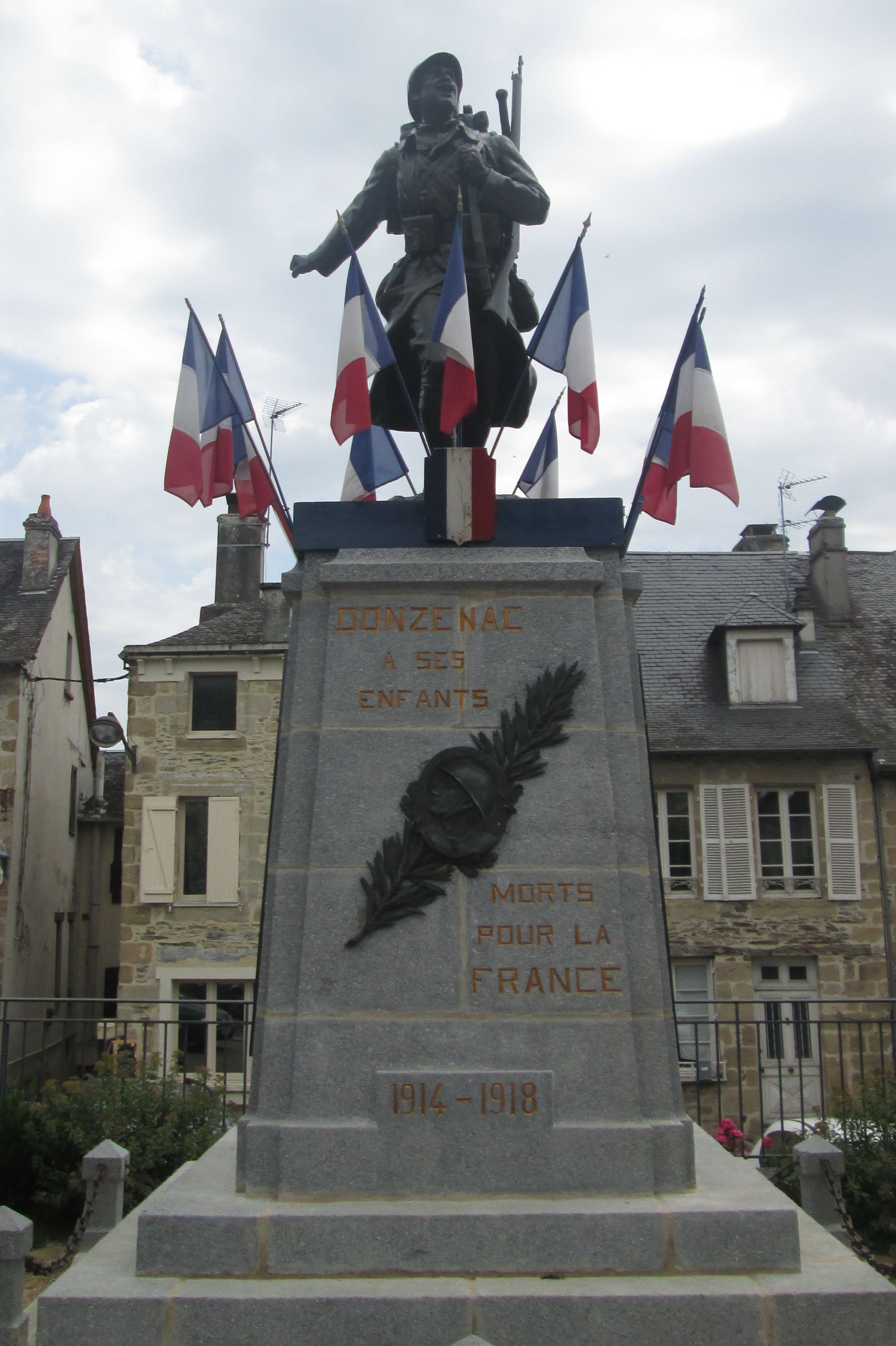
Monument aux morts Donzenac.

## Personnalités liées à la commune
- Antoine-Sébastien Lavialle de Masmorel (1781-1852), magistrat et homme politique français né le 21 septembre 1781 à Donzenac.
- Étienne Bussière (1858-1940), homme politique français, décédé le 9 octobre 1940 à Donzenac.
- Jacques Genois ancien joueur de rugby à XV né le 17 septembre 1950 à Donzenac.

## Héraldique
| Blason de Donzenac | Blason  | D'or à la gamade au naturel (fauvette à tête noire) portant dans son bec une brindille de sinople et volant en bande vers un nid du même posé à senestre de la pointe et où se trouvent ses gamadous de sable, au chef d'azur à trois fleurs de lys d'or. |
| Blason de Donzenac | Détails | Le statut officiel du blason reste à déterminer. |

## Jumelages
- Wolframs-Eschenbach (Allemagne).
- Riche (France).

## Sources

### Cartes
1. ↑  IGN, « Évolution comparée de l'occupation des sols de la commune sur cartes anciennes », sur remonterletemps.ign.fr (consulté le 2 juillet 2022).
2. ↑  « Cartographie interactive de l'exposition des sols au retrait-gonflement des argiles », sur infoterre.brgm.fr (consulté le 29 septembre 2024)